# ФК Далас
Далас (енгл. FC Dallas) је амерички фудбалски клуб из истоименог града у држави Тексас. Наступа у Западној конференцији МЛС лиге. 